# Rhynchobapta
Rhynchobapta is een geslacht van vlinders van de familie spanners (Geometridae), uit de onderfamilie Ennominae.

## Soorten
- R. cervinaria Moore, 1888
- R. eburnivena Warren, 1896
- R. flaviceps Butler, 1881
- R. flavicostaria Leech, 1897
- R. irrorata Hampson, 1902
- R. pernitens Wehrli, 1924
- R. punctilinearia Leech, 1891